# La ragazza con le pesche
Il Ritratto di Vera Savvična Mamontova (in russo Портрет В.С.Мамонтовой?, Portret V. S. Mamontovoj), più noto con il titolo La ragazza con le pesche (in russo Девочка с персиками?, Devočka s persikami), è un dipinto del 1887 del pittore russo Valentin Aleksandrovič Serov.
È considerata una delle opere più grandi di Serov e una delle più famose. Lo storico dell'arte russo Igor' Ėmmanuilovič Grabar, un amico e biografo di Serov, lo acclamò come "il capolavoro della pittura russa". Secondo il libro 1000 Drawings of Genius, anche se lo stile del dipinto (e il primo stile seroviano in generale) "ha molto in comune con gli Impressionisti francesi [Serov] conobbe le loro opere solo dopo averlo dipinto".

## Storia
Il quadro ritrae Vera Savvična Mamontova, la figlia undicenne dell'imprenditore e mecenate russo Savva Mamontov. Venne dipinto ad Abramcevo, una tenuta non lontana da Mosca. Dopo essere divenuta di proprietà dello scrittore Sergej Timofeevič Aksakov, Abramcevo era divenuto uno dei centri della cultura russa. Mamontov acquistato il luogo nel 1870 e continuò con la tradizione. Tra coloro che soggiornarono qui si citano il pittore Il'ja Repin, lo scrittore Ivan Turgenev, il pittore Michail Vrubel' e lo scultore Mark Antokol'skij. Si trattava di un luogo confortevole per gli artisti, non solo per riunirsi e discutere di argomenti importanti, ma per soggiornare e creare.
Valentin Serov conosceva Vera Mamontova dalla sua infanzia, dato che visitava spesso la tenuta Abramcevo di Mamontov e talvolta aveva pure soggiornato lì per lunghi periodi della sua vita. La ragazza sarebbe stata ritratta inoltre da Viktor Vasnecov nel 1896. In seguito si sarebbe sposata con Aleksandr Dmitrievič Samarin nel 1903. Nel 1907, all'età di 32 anni, contrasse la polmonite e morì pochi giorni dopo, venendo sepolta ad Abramcevo.
Nel 1887 il dipinto vinse il primo premio alla mostra della società moscovita degli amanti dell'arte.

## Descrizione

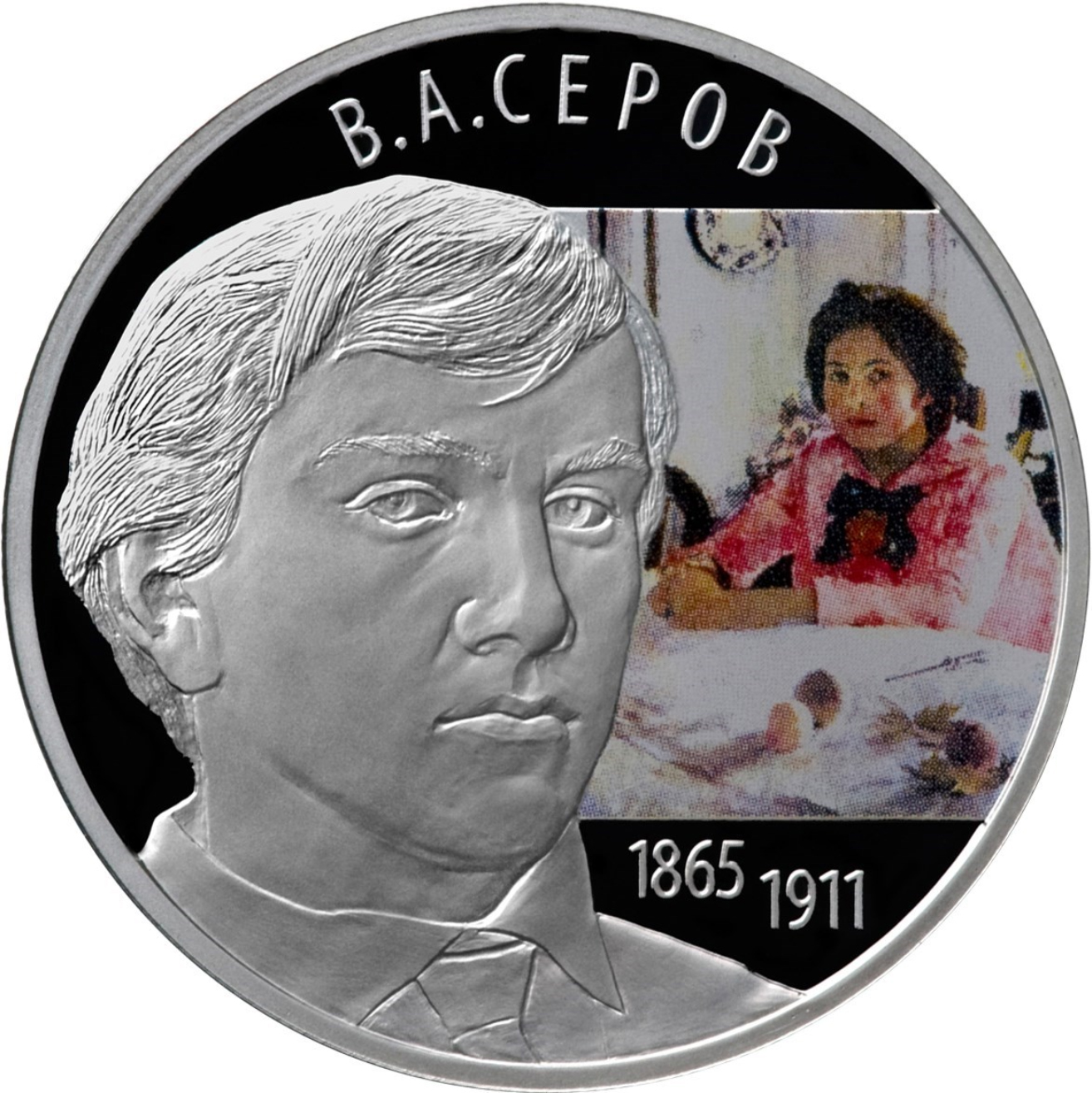
Il dipinto e Serov in una moneta commemorativa del 2015.

La ragazza è seduta a un tavolo, sul quale sono disposti un coltello, delle foglie e quattro pesche, le quali danno il nome all'opera. Ella indossa una camicetta rosa con un fiocco blu scuro. Il dipinto è ambientato nella sala da pranzo della tenuta Abramcevo. Il granatiere di legno che si trova dietro la spalla destra della fanciulla era stato acquistato dai Mamontov presso il monastero della Trinità di San Sergio nel 1884.
In seguito, riguardo la tela, Serov affermò il seguente:

## Nella cultura di massa

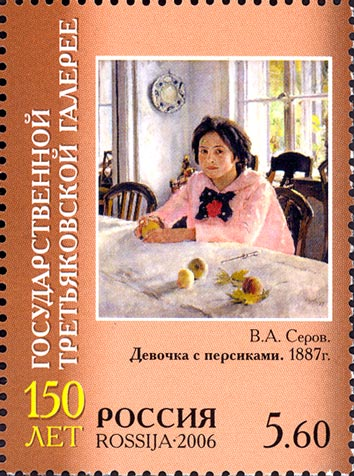
Un francobollo ritraente l'opera, uscito nel 2006.

- Nel 2006 venne realizzata una serie di francobolli avente come tema le opere della galleria Tret'jakov, e tra queste c'era La ragazza con le pesche.
- Il ritratto appare in una moneta commemorativa rilasciata dalla banca russa nel 2015 per il centocinquantesimo anniversario della nascita dell'artista.
- Il dipinto ha dato vita a un meme di Internet russo, nel quale la ragazza viene posta in vari scenari divertenti o è sostituita da un personaggio diverso.[6] Per esempio, una delle immagini alterate raffigurava la ragazza seduta a un gran tavolo cosparso di piatti e cibarie ed era intitolata "La ragazza con le pesche: versione completa".[14]